# 比塞莱特拉沃
比塞莱特拉沃（法語：Bucey-lès-Traves，法語發音：[bysɛ lɛ tʁav]，意为“特拉沃附近的比塞”）是法国上索恩省的一个市镇，属于沃苏勒区。

## 地理
比塞莱特拉沃（47°37'36"N, 5°58'53"E）面积2.79 平方千米，位于法国勃艮第-弗朗什-孔泰大區上索恩省，该省份为法国东部内陆省份，北起顺时针与孚日省、贝尔福地区省、杜省、汝拉省、科多尔省和上马恩省接壤。
与比塞莱特拉沃接壤的市镇（或旧市镇、城区）包括：沙塞莱塞、奥旺什、特拉沃。

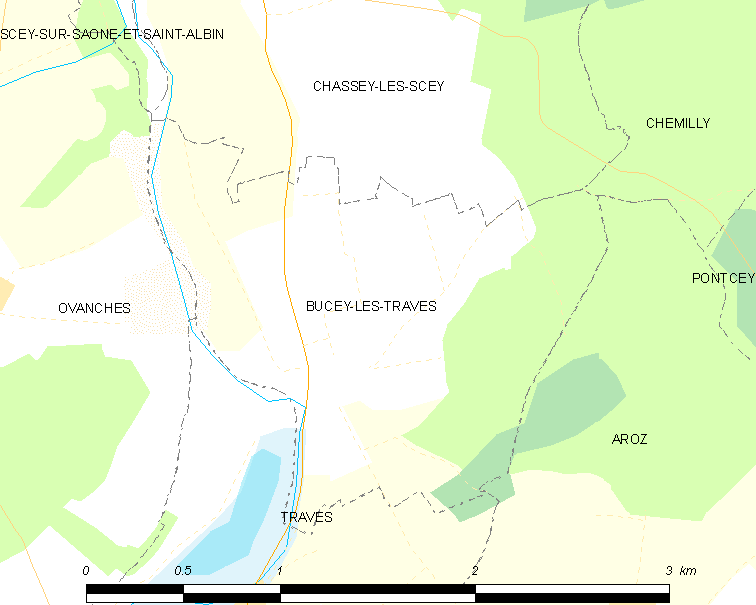
比塞莱特拉沃的OSM定位图

比塞莱特拉沃的时区为UTC+01:00、UTC+02:00（夏令时）。

## 行政
比塞莱特拉沃的邮政编码为70360，INSEE市镇编码为70105。

## 政治
比塞莱特拉沃所属的省级选区为索恩河畔塞和圣阿尔班县。

## 人口

1962-2008年间比塞莱特拉沃人口变化图示

比塞莱特拉沃于2022年1月1日时的人口数量为146人。